# شهرک اربائو
شهرک اربائو (به لاتین: Erbao Township) یک منطقهٔ مسکونی در چین است که در بخش گائوچانگ واقع شده‌است. شهرک اربائو ۱۲٬۴۱۷ نفر جمعیت دارد.